# Лез-Асьон
Лез-Асьо́н (фр. Les Assions, окс. Los Assions) — коммуна во Франции, находится в регионе Рона — Альпы. Департамент коммуны — Ардеш. Входит в состав кантона Ле-Ван. Округ коммуны — Ларжантьер.
Код INSEE коммуны — 07017.

## Население
Население коммуны на 2008 год составляло 630 человек.
| 1962 | 1968 | 1975 | 1982 | 1990 | 1999 | 2008 |
| ---- | ---- | ---- | ---- | ---- | ---- | ---- |
| 417  | 456  | 402  | 440  | 448  | 529  | 630  |

## Экономика
В 2007 году среди 370 человек в трудоспособном возрасте (15—64 лет) 267 были экономически активными, 103 — неактивными (показатель активности — 72,2 %, в 1999 году было 62,1 %). Из 267 активных работали 231 человек (120 мужчин и 111 женщин), безработных было 36 (19 мужчин и 17 женщин). Среди 103 неактивных 20 человек были учениками или студентами, 50 — пенсионерами, 33 были неактивными по другим причинам.

## Фотогалерея

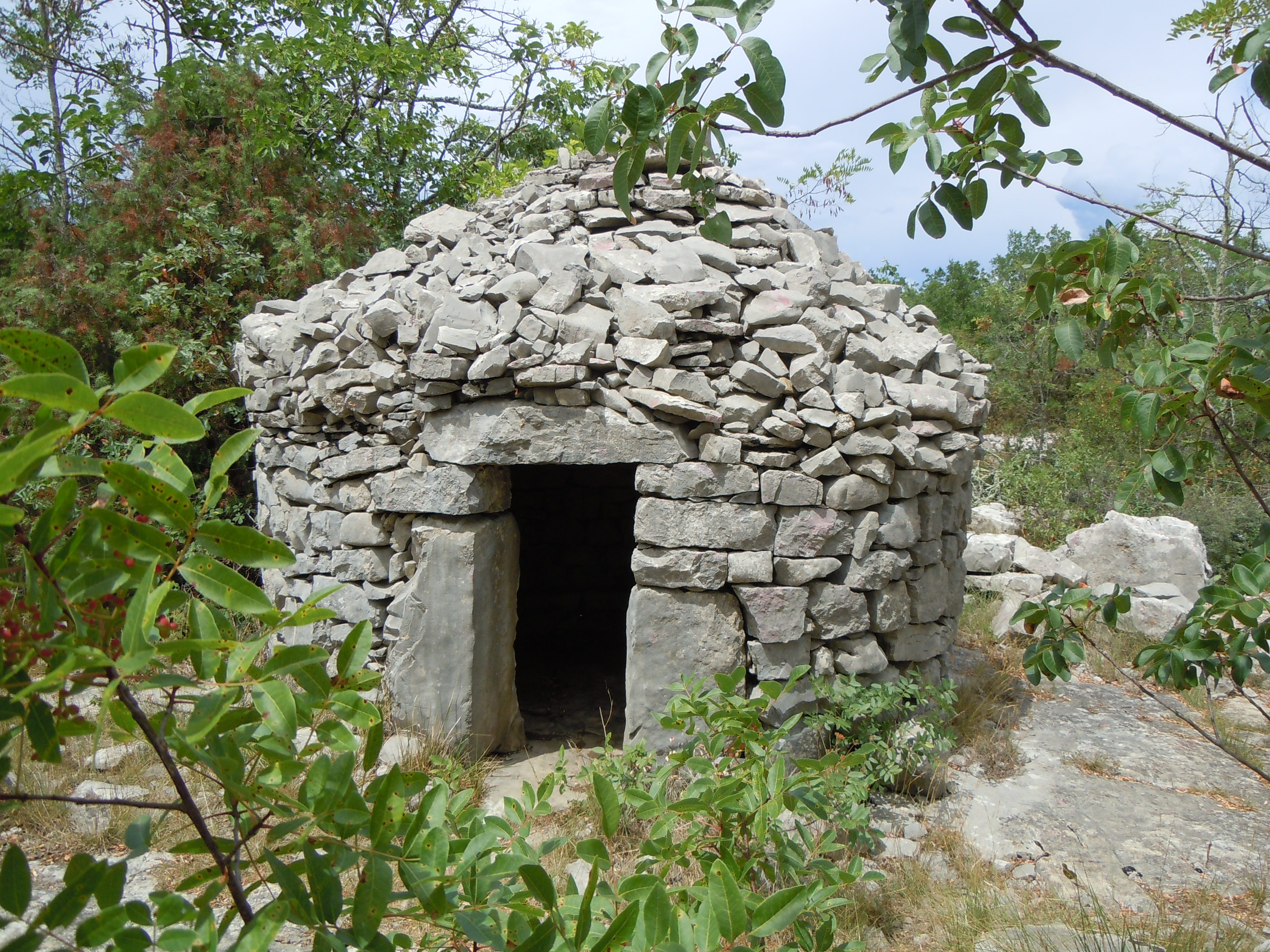
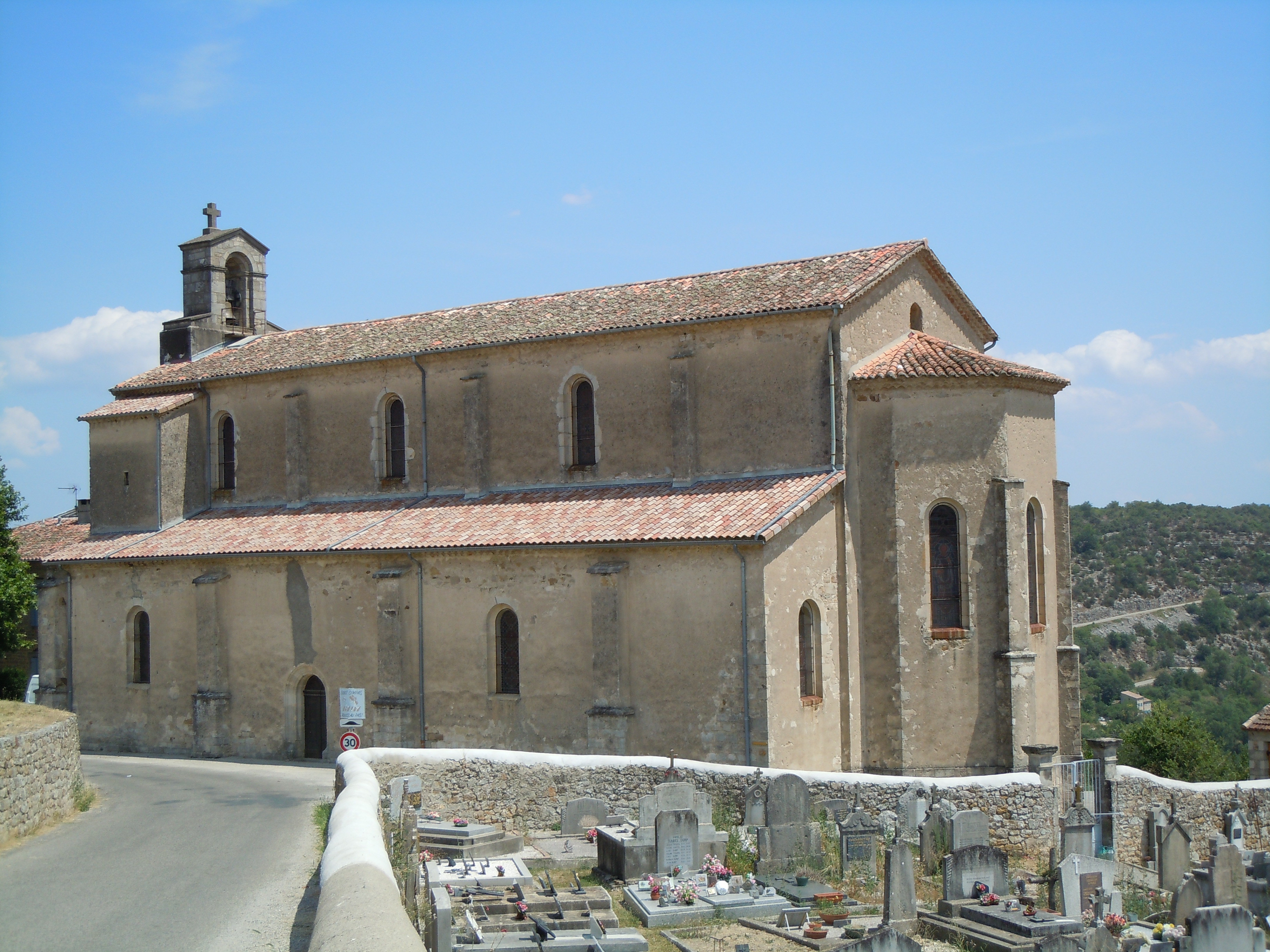
Церковь Сент-Аполлинер
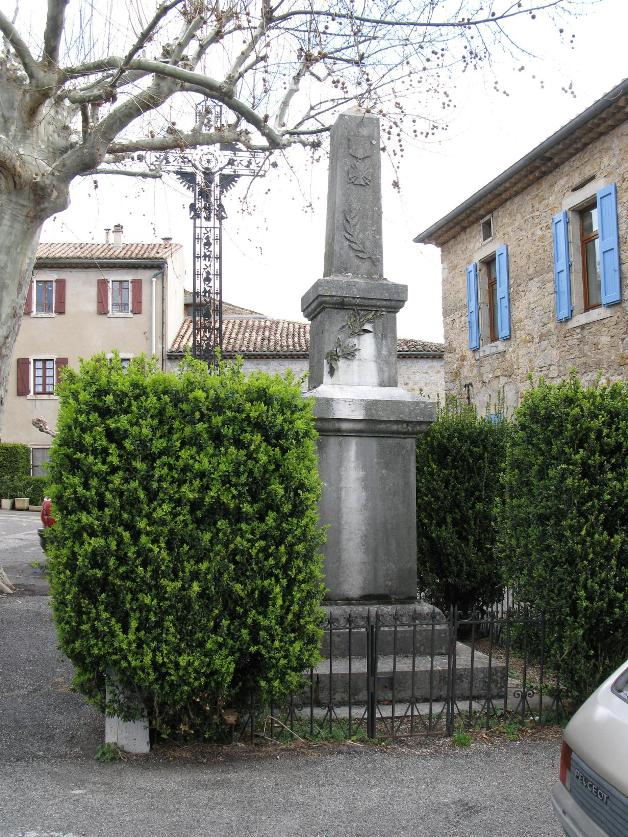
Памятник погибшим в Первой мировой войне
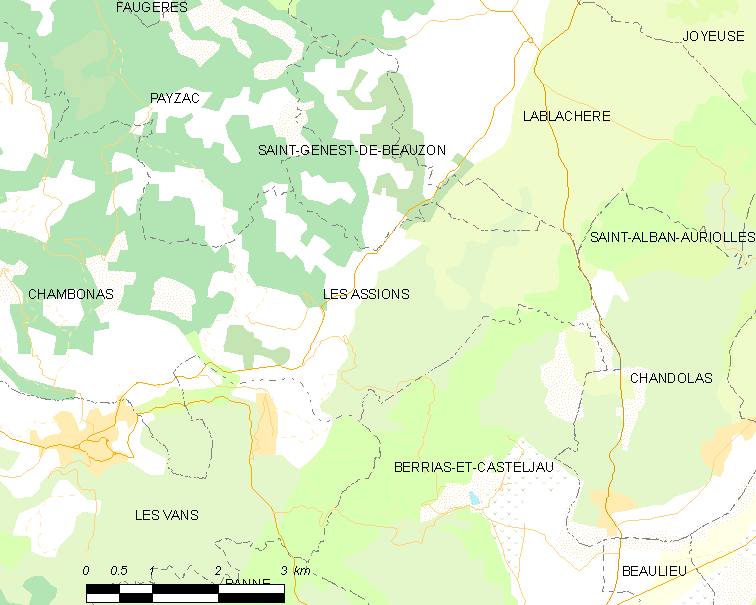
Карта коммуны